# Zborul 371 al TAROM
Zborul TAROM 371 (RO371/ROT371) a fost un zbor internațional programat care a decolat de pe aeroportul București Otopeni cu destinația Bruxelles. Zborul a fost operat de către TAROM, compania națională de zbor a României, cu un aparat Airbus A310-324 înmatriculat YR-LCC "Muntenia", MSN 450, fabricat în 1987. Avionul era echipat cu două motoare Pratt & Whitney Canada, înregistrase 31.092 de ore de zbor și 6.216 cicluri. Accidentul s-a soldat cu 60 de morți (11 membri ai echipajului și 49 de pasageri).
Cauze oficiale: defecțiune la motoare (tracțiunea asimetrică a motoarelor), posibila incapacitate (medicală) a pilotului comandant survenită în timpul zborului și comenzile insuficiente efectuate de către copilot în condițiile apariției primilor doi factori.

## Zborul
Piloți în acea zi erau comandantul Ilie Liviu Bătănoiu (48 de ani) și copilotul Ionel Stoi (51 de ani). Avionul a decolat la ora locală 08:06 (06:06 UTC) de pe pista 08R și, la două minute după decolare, la 20 kilometri nord de municipiul București, în dreptul localității Balotești, a intrat în picaj. După urcarea peste altitudinea de 2000 de picioare (circa 600 de metri), o stare de tracțiune asimetrică s-a dezvoltat din cauza motorului nr. 1, cel din partea stângă a aeronavei. Piloții au observat anomalia, iar copilotul Stoi i-a cerut comandantului Bătănoiu să retragă flapsurile și bordurile de atac ale aripilor. Comandantul Bătănoiu a retras flapsurile, însă nu și bordurile de atac. Aeronava a început să piardă viteza și să se încline spre stânga.
La ora locală 08:08, asimetria de tracțiune a ajuns la valoarea maximă pe EPR. Aeronava a început să se încline puternic spre stânga atingând un unghi de 43 de grade. Cutia neagră dedicată datelor de zbor a înregistrat o tentativă de activare a pilotului automat nr. 1. După aceasta, a fost înregistrată o reducere continuă a tracțiunii motorului nr. 2, cel din partea dreaptă a aeronavei. Echipajul a decuplat pilotul automat iar avionul a început să piardă rapid altitudine. Zborul 371 începuse picajul. În timp ce viteza creștea, avionul s-a răsucit pe axa longitudinală cu 180 de grade. Copilotul Stoi a strigat: "Băi, s-a stricat aia!". La momentul acela, avionul era în picaj de un unghi de 61 de grade. Avionul s-a prăbușit pe câmp, lânga localitatea Balotești, cu o viteză de 324 de noduri (167 m/s, 600 km/h).
Turnul de control București a încercat, apoi, să contacteze zborul RO371, însă fără succes. Turnul de control București a solicitat unei alte aeronave ce zbura în apropiere și dispecerului TAROM să contacteze zborul 371. După confirmarea pierderii legăturii cu zborul 371, Turnul de control București a emis un cod DETRESFA. Au fost organizate echipele de căutare și salvare și, ulterior, acestea au găsit locul prăbușirii. Avionul a fost pulverizat la impact. Prăbușirea a creat un crater cu o adâncime de 6 metri. Nu a fost găsit nici un supraviețuitor, toți pasagerii (trei americani, un francez, doi spanioli, un thailandez, zece români și 32 de belgieni, printre care un copil de șase ani și un altul de patru luni), precum și toți membrii echipajului, și-au pierdut viața.
Ministerul Transporturilor susținea că accidentul aviatic de la Balotești (Ilfov) a fost provocat de "indisponibilitatea fizică a comandantului, suprapusă pe un defect nesemnalizat al sistemului automat de tracțiune (ATS - care stabilește tracțiunea necesară pentru fazele de zbor prin deplasarea mecanică a manetelor de comandă a motoarelor pe o poziție corespunzătoare), într-o fază a zborului în care timpul rămas copilotului pentru rezolvarea celor două evenimente nu a fost fizic suficient".
Sursa citată preciza că, în momentul în care aeronava a atins altitudinea de aproximativ 600 de metri (2.000 de picioare) și avea o viteză de aproape 190 de noduri, a început să vireze spre stânga (către Balotești), potrivit comenzilor controlorilor traficului aerian. După respectarea tuturor comenzilor normale, sistemul automat de tracțiune (ATS) a trecut de la tracțiunea necesară pentru decolare la tracțiune inferioară pentru faza de zbor "urcare".

## Pasagerii și echipajul
Aeronava transporta 49 de pasageri și 11 membri ai echipajului. 32 dintre pasageri erau belgieni, 10 erau români, 3 din Statele Unite ale Americii, 2 din Spania, și câte unul din Franța și Thailanda.
| Țara          | Număr |
| ------------- | ----- |
| Belgia        | 32    |
| România       | 10    |
| Statele Unite | 3     |
| Spania        | 2     |
| Franța        | 1     |
| Thailanda     | 1     |
| Total         | 49    |

Căpitanul zborului a fost Ilie Liviu Bătănoiu, în vârstă de 48 de ani. El acumulase un total de 14.312 ore de zbor, din care 1.735 ore pe Airbus A310. Absolvise Școala Militară de Aviație Aurel Vlaicu în 1969. Înaintea zborului către Brussels fusese asignat pe un zbor București - Tel Aviv. Făcuse ultimul antrenament în simulator pe acest model de avion în 12 noiembrie 1994, la Zurich, Elveția.
Copilotul zborului a fost Ionel Stoi, în vârstă de 51 de ani. El acumulase un total de 8.988 ore de zbor, din care 650 ore pe Airbus A310. Absolvise Școala Militară de Aviație Aurel Vlaicu în 1968. Înaintea zborului către Brussels fusese asignat pe un zbor Chicago- Shannon. Făcuse ultimul antrenament în simulator pe acest model de avion în 21 septembrie 1994, la Zurich, Elveția.
Un monument dedicat memoriei celor ce și-au pierdut viața în accident se află în vecinătatea locului prăbușirii. (Google Maps).

## Investigația
Echipa de investigare a descoperit că a fost o problemă cu motorul aeronavei. În timpul examinării înregistrărilor de zbor s-a descoperit că, în timpul urcării de după decolare, motorul nr. 1 poate trece în stadiul de "inactiv" (relanti) în timpul trecerii de la tracțiunea de decolare la tracțiunea de urcare. Motivul nu este cunoscut. După activitățile de mentenanță efectuate de către personalul tehnic, această disfuncție nu mai apăruse până la data de 16 martie 1995. Totuși, personalul tehnic a avertizat în legătură cu posibilitatea reapariției problemei. Din istoricul aeronavei, obținut de la FAA (Federal Aviation Administration), a rezultat că disfuncții similare au fost raportate și în cadrul exploatării aeronavei de către Delta Air Lines.
Airbus Industrie avea cunoștință despre disfuncția ATS (Automatic Throttle System). Acest defect putea cauza fie blocarea ambelor manete ale motoarelor și deconectarea ATS, fie trecerea în inactiv a unuia dintre motoare și rămânerea în tracțiune de decolare a celuilalt, totul în timp ce ATS rămânea conectat. La momentul accidentului, manualul de operare (FCOM - Flight Crew Operating Manual) eliberat de Airbus Industrie nu includea procedurile de corectare a anomaliei. Totuși, manualul eliberat ulterior de către TAROM și Swissair a inclus aceste proceduri.

## Factori cauzativi
- tracțiune asimetrică a motoarelor
- posibila incapacitate medicală a pilotului
- lipsa unei acțiuni corective a copilotului suficientă pentru a compensa consecințele primilor doi factori

## Controverse
- Corespondența oficială cu organismele de investigare a accidentelor aviatice din Franța și Belgia (atașată la finalul raportului oficial) indică drept cauză unică pierderea controlului datorată lipsei acțiunilor adecvate din partea pilotului. Aceeași opinie o are un pilot instructor al American Airlines în timpul unei prezentări de siguranță. [5]
- În presa de senzație s-a publicat și ipoteza conform căreia accidentul ar fi fost provocat intenționat pentru că la bord s-ar fi aflat persoane care dețineau documente referitoare la Revoluția română din 1989 și care urmau să ajungă peste hotare.[6] Această variantă nu s-a bucurat de atenție.
- O altă ipoteză senzațională a pretins că ar fi fost vorba de un act de răzbunare din partea unor cercuri mafiote neidentificate.[7]